# Калчева
Калчева (укр. Калчева) — село в Болградском районе Одесской области, по данным переписи 2007 года население села составляло 3483 человека. Село Калчева основано в 1861 году болгарами, бежавшими семьями из города Болграда после неудачной для России Крымской войны 1853—1856 гг.

## История села
По Парижскому мирному договору 1856 года земли, принадлежавшие России по Траяновым валам, были отторгнуты к Валахии, которая находилась под протекторатом Османской империи. Тем самым колонисты лишились льгот и привилегий, дарованных царем. Начался призыв колонистов на воинскую службу Валахии.
Колонисты, высказывая своё недовольство, собрались на площади в центре Болграда. По приказу валахского генерала Гана их начали избивать, требуя выдать организаторов этого собрания. Десятый из допрашиваемых не выдержал издевательств и назвал Дмитрия Каназирского и Калчо Минкова. В своей книге Иов Титоров не называет имени этого человека, чтобы их дети не враждовали между собой.
Когда вызвали зачинщиков к Гане, он увидел на шее Дмитрия Каназирского серебряную медаль на Аннинской ленте «За постройку на речке Ялпуг каменного моста и фонтана в городе Болграде, а также за улучшение скотоводства и тонкошерстной породы овец», а у Калчо Минкова — «За исправное содержание почтовых станции»". Это спасло их от расправы.
После этого болгарские семьи стали переселяться за Траянов Вал в урочище «Три гираня» (три колодца), Катлабух, Карайванское, в кышлах. (Кышла в переводе с тюркского означает стойбище, зимовка для скота. На болгарском -мушия.) Это селение обрело статус села в 1861 году, когда все семьи обосновались у разветвления реки Ташбунар, что в 10 км от Российской карантинной станции в с. Кубей.
Первым старостой села был Калчо Минков. Впоследствии он уехал в Кишинёв. За заслуги в его честь названа одна из улиц центра города рядом с рынком — Минковская (в настоящее время — улица Болгарская).
В селе находятся Свято-Архангела Михаила церковь и два кладбища — отдельно болгарское и гагаузское.
Первый священник Филипп Бошняк, дьяк Василий Тузлов, пономарь Петр Юрков. Впоследствии, после освободительной войны 1877—1878 гг., в которой принимали участие как ополченцы и наши односельчане, колонии по Траянову Валу возвращены России. Истекли сроки предоставления льгот для колонистов. Окрепли семьи, на пустыре вместо землянок построены дома. Начался призыв в Царскую армию. Многие служили при Царском дворе, участвовали в Русско-Японской войне 1904—1905 гг., Первой мировой войне 1914—1918 гг., в Великой Октябрьской революции 1917 г.
В январе 1918 года село оккупировано румынами. Обучение в школе велось на румынском языке, применялась палочная дисциплина. Жандармы за малейшую провинность избивали односельчан, занимались поборами. 28 июня 1940 года советские войска освободили Бессарабию. По указу Президиума Верховного Совета СССР начато раскулачивание. Первыми в районы Крайнего Севера высланы семьи Тропанца Д. С., Степановых. В село вернулся только Тропанец Д. С. Только ему разрешено было вернуться в село. В июне 1941 года село оккупировано немецко-румынскими войсками.
Первых комсомольцев Петрова Ф. К., Кичука Г. Г., Касим И. П., Перели Г. И. жандармы стали избивать за партийную принадлежность. Благодаря примару С. Д. Тропанцу, отец которого находился в ссылке в районах Крайнего Севера с лета 1940 года, сказавшему жандармам: «Это дети наших хлебопашцев, и они попали в такое время, мы не знаем какие времена еще нас ждут», их больше не избивали.
За период «второй Румынии», то есть 1941—1944 гг. были те же порядки, о которых односельчане не вспоминают добрым словом, так как за период с 1918—1940 гг., и с 1941—1944 гг. закончить Болградскую гимназию, а впоследствии Пражский университет удалось только трем односельчанам, а за период советской власти высшие учебные заведения смогли закончить около 100 человек, не считая техникумов, педагогических и медицинских, а также профессионально-технических училищ на бесплатной основе.
С приходом советской власти в 1944 году организовано коллективно-хозяйственное производство, позволившее резко увеличить производство сельскохозяйственной продукции и сырья, необходимых для обеспечения жителей индустриальных регионов.
Неурожай 1946—1947 гг. вызвал голод, о котором старожилы не хотят вспоминать.
После 1950 года резко повышается рождаемость в селе, уменьшается смертность, так как бесплатная медицина дала свои положительные результаты.
В 2016г в свет вышла книга «От Кальчево до Калчева» которая повествует об истории села. Автор Иван Иванович Аврамов.

## Население и национальный состав
По данным переписи населения Украины 2001 года распределение населения по родному языку было следующим (в % от общей численности населения):
По Калчевскому сельскому совету: украинский — 1,73 %;русский — 2,43 %; белорусский — 0,06 %; болгарский — 94,17 %; гагаузский — 0,93 %; молдавский — 0,48 %; польский — 0,03 %.